# 2021 en ingénierie
Cet article présente les faits marquants de l'année 2021 en ingénierie.

## Décès
- 12 février : Rupert Neve (né en 1926), ingénieur britannique.
- 21 février : Bernard Njonga (né en 1955), ingénieur agronome, militant et homme politique camerounais.
- 6 mars : Lou Ottens (né en 1926), ingénieur néerlandais.
- 19 mars : Glynn Lunney (né en 1936), ingénieur américain de la NASA.
- 6 mai : Jacques Nihoul (né en 1937), ingénieur belge.
- 3 août :
  - Pierre Montaz (né en 1924), ingénieur français, pionnier du transport par câble.
  - Aloys Wobben (né en 1952), entrepreneur et ingénieur en électronique allemand.
- 8 août : Pierre Sprey (né en 1937), ingénieur aéronautique américain.
- 31 octobre : Antonia Terzi (née en 1971), ingénieure italienne.